# 韋宙
韋宙（？—？），京兆府萬年縣（今陕西省西安市）人，出自京兆韦氏郧公房，曾任嶺南東路節度使，後加職尚書左僕射、同平章事，南汉追尊襄皇帝刘隐的外叔祖。
父親韋丹曾任容州刺史、豫章觀察使，是當時著名的循吏。韋宙以父荫入仕，有乃父之風，為官清廉正直，體恤民間疾苦，歷任河南參軍、御史、吏部郎中、永州刺史、江西觀察使等官，平時常宣導教化，災變時數次自行建倉、開倉，賑濟飢荒，民皆稱德。
韦宙善于经营产业，在江陵府东有住宅，上好的田地物产丰盛，号称是最肥沃的土地，积累的稻谷有如小山，田里甚至有遗落的谷子。咸通初年，韦宙出任广州节度使，唐懿宗认为番禺郡是出产珍珠和翡翠之地，劝告韦宙不要贪污。韦宙从容回对说：“江陵的田庄里积攒的谷物还有七千堆，所以没有什么可贪的。”唐懿宗说：“这可以说是谷物充足的老人家。” 
李峣是他的女婿。後拜嶺南東道節度使，平定蕃人作亂，在軍中有識人之名，曾察舉武士劉知謙（即南汉追尊圣武皇帝），並以姪女妻之。唐懿宗咸通年間卒。
韋宙好醫藥之道，著有《韋氏集驗獨行方》，已佚。